# Sport à Vesoul
Le sport à Vesoul est diversifié notamment grâce à certains clubs locaux réputés et des équipements sportifs d'importance que compte la ville-préfecture de la Haute-Saône. Vesoul a été élue « Ville la plus sportive de France » en 2001.
Les premiers clubs sportifs à Vesoul voient le jour à la fin du XIXe siècle ; ils sont pour la majorité orientés vers les sports tels que la natation et la gymnastique. Au cours du XXe siècle, les clubs de sport se multiplient et des dizaines de nouvelles disciplines sportives font leurs apparitions dans la ville. Aujourd'hui, en partenariat avec l'office municipal des sports, la commune compte plus de 8 000 sportifs licenciés dans environ 70 clubs de sports différents, qui se partagent plus de 80 disciplines, dont certaines sont uniques dans le département. La ville dénombre plusieurs clubs de sports nationalement renommés tels que le Football Club de Vesoul, le Cercle sportif Vesoul Haute-Saône et l'Avant-garde de la Motte.
La ville de Vesoul totalise environ 70 équipements sportifs différents dont les principaux sont le stade René-Hologne, construction permettant la pratique de plusieurs sports et la maison des associations, complexe sportif comprenant de multiples salles spécifiques. La commune organise chaque année deux événements sportifs majeurs : le triathlon de Vesoul et la semaine de la pétanque. De nombreux sportifs ont évolué dans des clubs sportifs vésuliens, c'est le cas du pilote professionnel Stéphane Peterhansel et de l'athlète Julien Casoli.
La présence de nombreuses infrastructures, de clubs sportifs notables et d'une politique favorisant le pratique du sport font de la ville de Vesoul, une commune impliquée dans la vie sportive.

## Histoire du sport à Vesoul

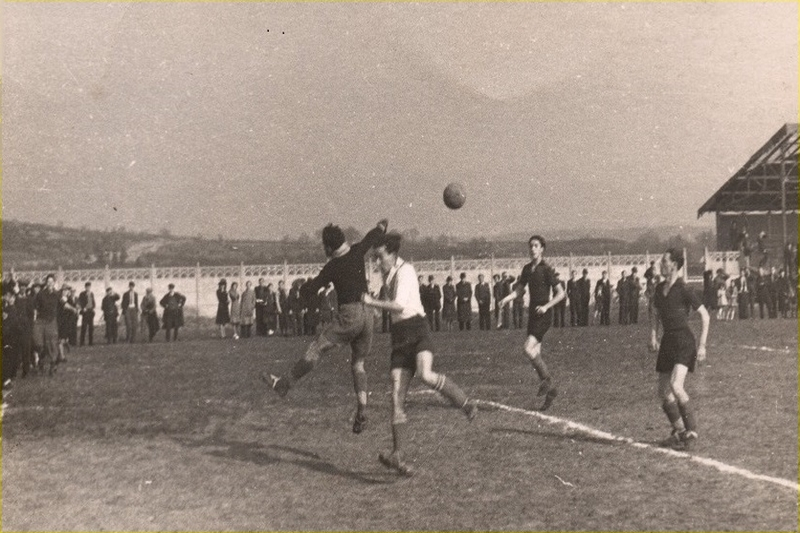
Match de l'équipe première au stade des Allées en 1942. Le gardien vésulien Gabriel Bruyat boxe le ballon.

Des associations sportives sont créés à Vesoul dès la fin du XIXe siècle.
En 1910, le premier club omnisports de l'histoire de Vesoul voit le jour : il s'agit de l'Avant-garde de la Motte. Deux disciplines sportives sont proposées (tir et gymnastique).
Le 17 août 1971, on créé à Vesoul un « office municipal des sports ». Cette organisation est alors en charge de fédérer les acteurs sportifs locaux et de promouvoir la pratique sportive dans la ville. Il permet d'associer les clubs sportifs à la politique sportive municipale.
En 1981, une base de voile proposant différentes activités nautiques ouvre sur le lac de Vaivre.
Dès 1984, un triathlon est organisé à Vesoul.
Un nouveau complexe sportif, la maison des associations, est ouvert à Vesoul en 1984.
En 2001, la ville est élue Ville la plus sportive de France, dans la catégorie des communes de moins de 20000 habitants.
Une école municipale des sports, service municipal, qui a pour but de faire découvrir et d’initier les enfants à la pratique du sport est créée en 2008.
En 2017, l'Office municipal des sports est dissout au profit d'un office intercommunal des sports.
Aujourd'hui, la ville de Vesoul est le siège de la direction départementale de l'Éducation, de la Jeunesse et des Sports, service du conseil départemental de la Haute-Saône. La ville de Vesoul est également le siège de plusieurs instances telles que le district de football de Haute-Saône, appartenant à la ligue de Franche-Comté de football mais également les comités départementaux d'aéromodélisme, de tennis ou encore de rugby.

## Équipements sportifs

### Gymnases et salles omnisports
La commune de Vesoul a à disposition, sur son territoire, une dizaine de gymnases ainsi que des salles multifonctions d'intérêt,.
Localisé dans le quartier du Montmarin, le complexe sportif Michel-Roy, construit en 1991, comprend un bâtiment abritant une salle d'expression corporelle et un gymnase, où peuvent être pratiqués le basket-ball, le badminton, le handball et le volley-ball,.

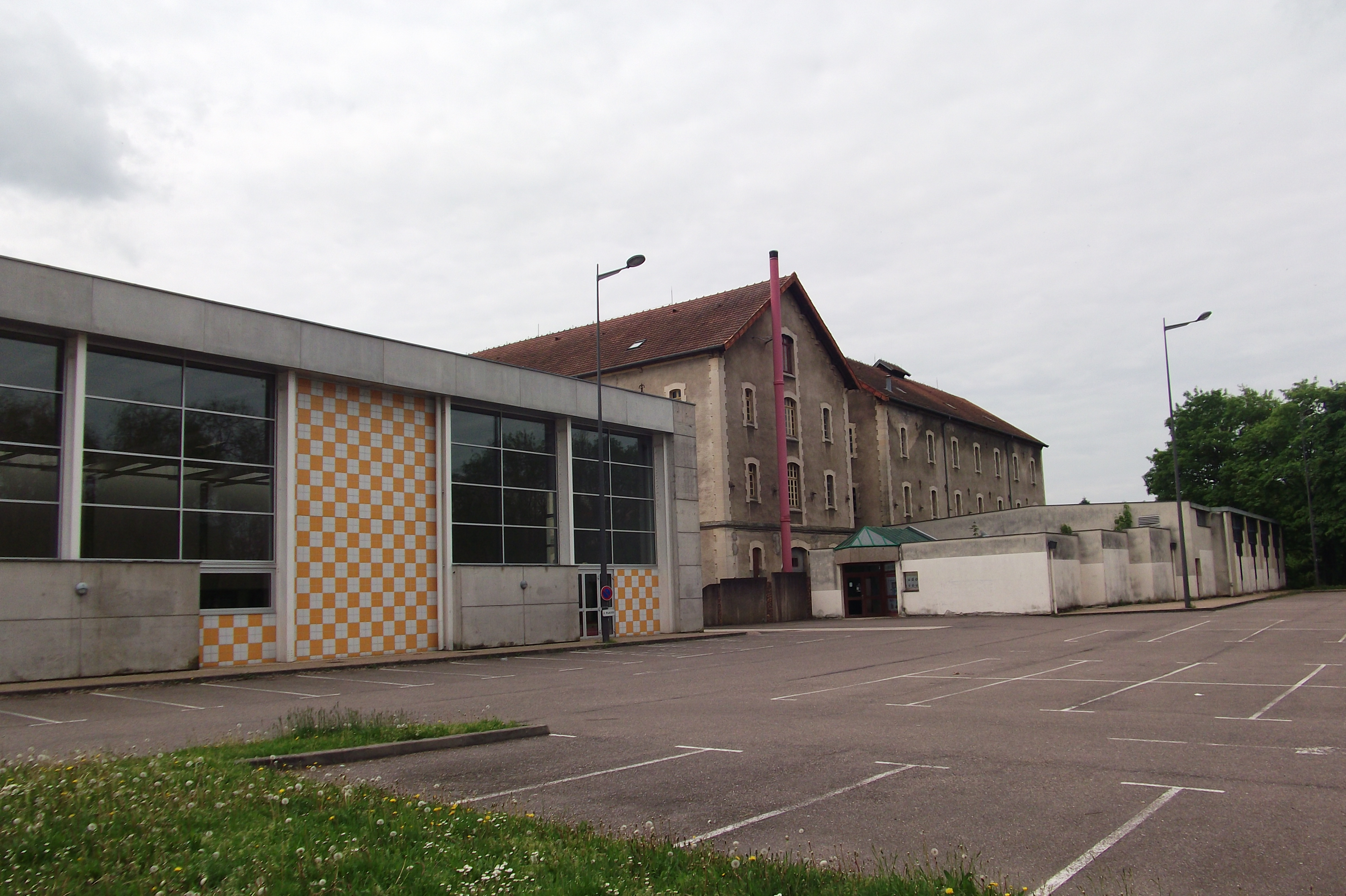
Maison des associations.

Situé au sud du quartier des Rêpes, le complexe sportif de Pontarcher est doté d'un bâtiment composé d'une salle multisports (pour la pratique du badminton, basketball, handball, tennis, volleyball...) et d'une salle spéciale pour la lutte,.
La maison des associations est un vaste complexe sportif couvert de 6 000 m2 situé au sud de la ville. Certains de ces bâtiments étaient autrefois une manufacture des tabacs. Construit dès 1897, ces bâtiments ont été en activités jusqu'en 1963. Au milieu des années 1980, l'intérieur des bâtiments de la manufacture des tabacs sont aménagés, d'autres bâtiments sont construits et agrandis : l'ensemble immobilier devient alors un complexe sportif. La maison des associations permet la pratique de plus de 20 disciplines sportives différentes. Elle est notamment constituée d'une salle omnisports nommée « Gymnase Jean-Jaurès », dotée d'une tribune de 700 places assises, d'un sol en parquet et permettant de pratiquer le badminton, le basket-ball, le handball, le tennis, le volley-ball, le futsal... La maison des associations est aussi composée de multiples autres salles : une salle de gymnastique, une salle polyvalente, un dojo, une salle de boxe, une salle de tennis de table et une salle de tir,.

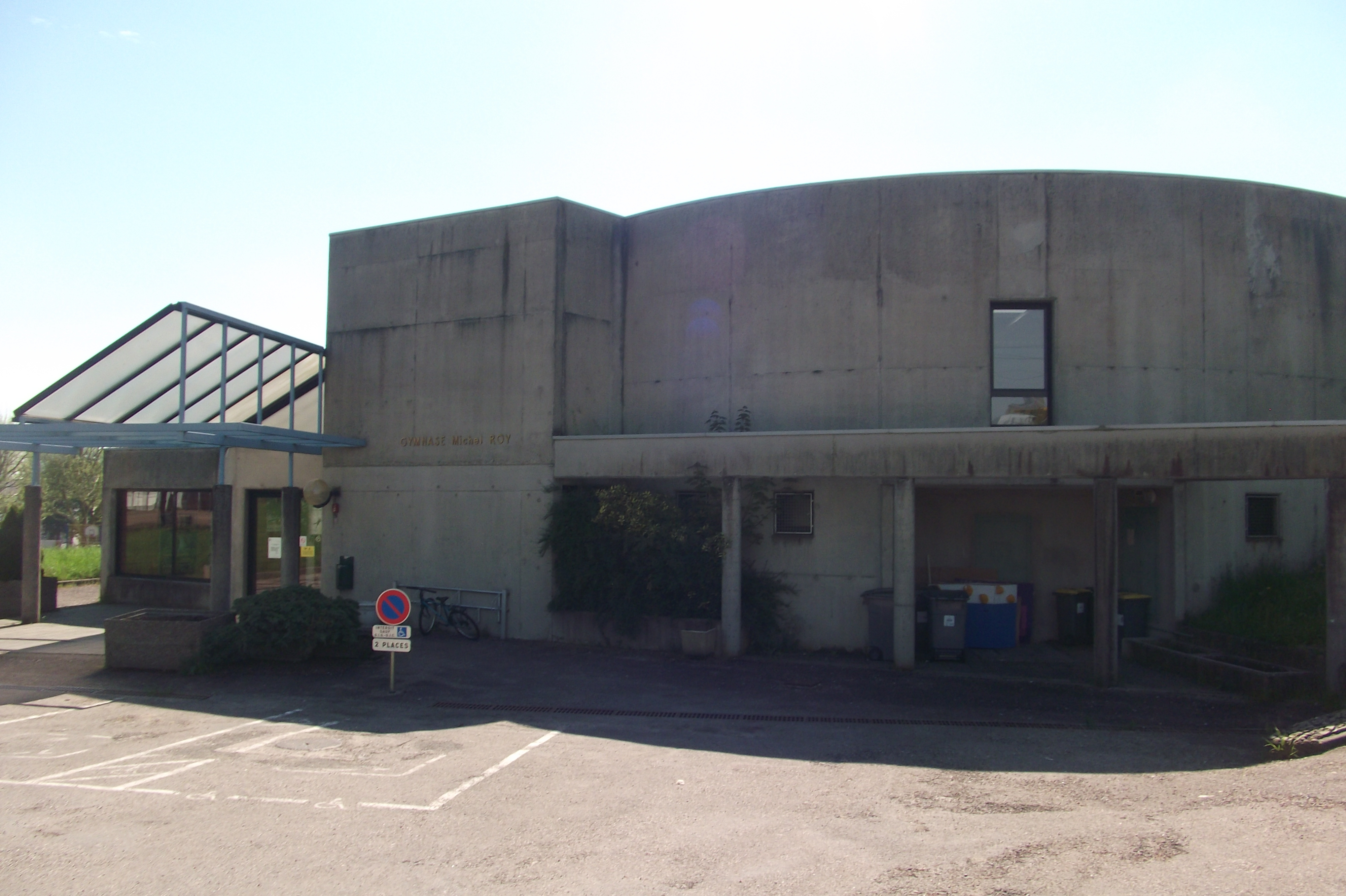
Gymnase Michel-Roy.

De multiples gymnases sont répartis dans la préfecture haut-saônoise. À l'est de la ville, le gymnase du Stade est un bâtiment, construit en 1968, utilisé principalement pour la pratique de l'escrime. Le gymnase des Presles, situé 19 rue Lafayette, fut édifié durant les années 1960 à l'initiative de Michel Guillet, président du club de l'AGM de Vesoul, de 1958 à 1971. Pour rendre hommage à cet homme, le gymnase a nommé sa principale salle « Salle Michel-Guillet »,. Le gymnase des Haberges, localisé dans le quartier éponyme, est un gymnase multi-fonctions (escalade, badminton, handball, volley-ball, musculation, futsal),. Le gymnase Lasalle dispose de 2 salles multifonctions qui permettent de pratiquer le badminton, le basket-ball, l'escalade, le futsal, le handball, le tennis, le tir à l'arc et le volley-ball,...

### Stades et terrains d'extérieurs

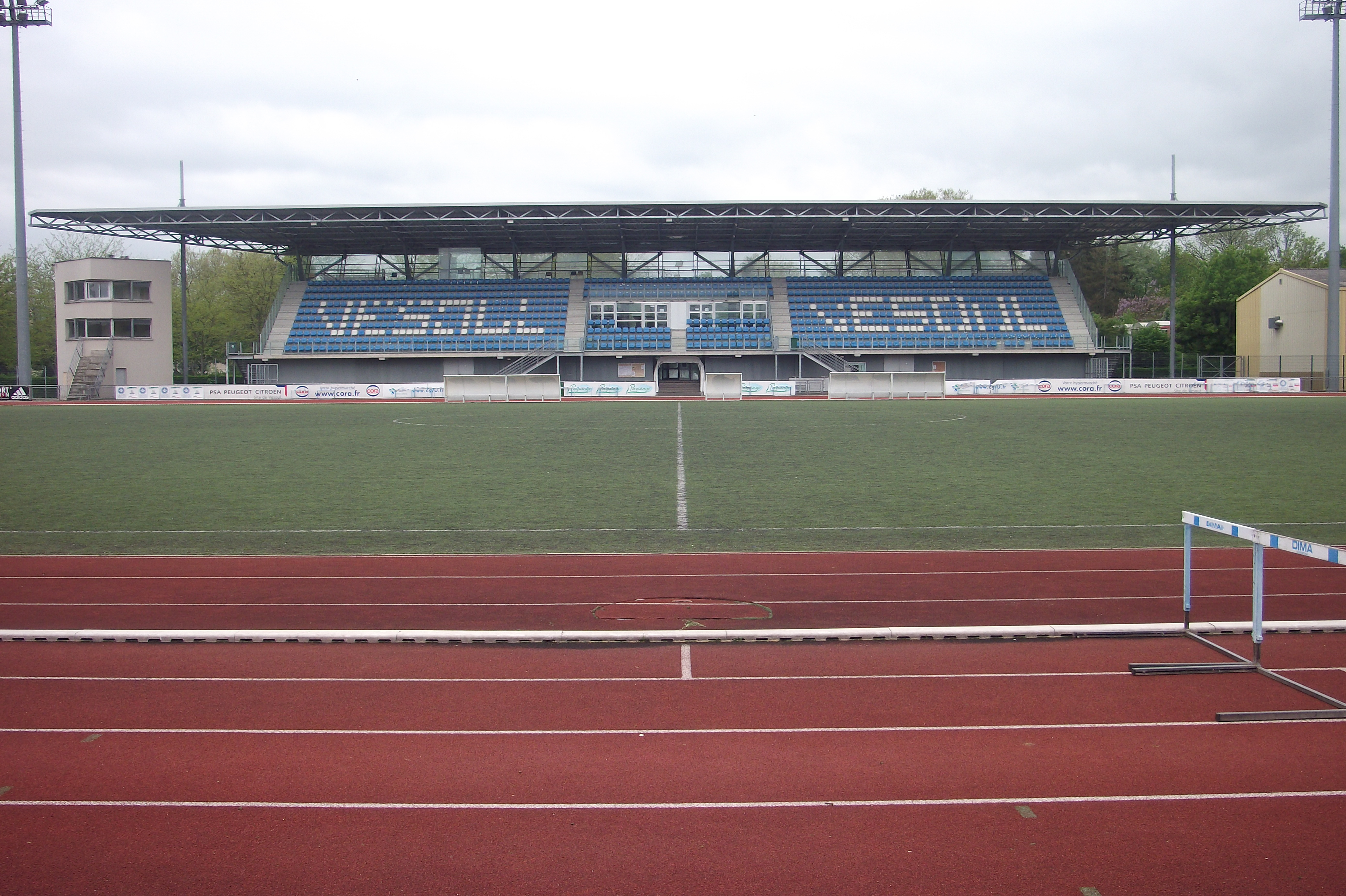
Stade René-Hologne

Certains complexes sportifs vésuliens sont dotés de terrains d'extérieur. Un terrain synthétique de football, un terrain stabilisé de football à 9 et un terrain de basket sont situés dans le complexe sportif Michel-Roy. Le complexe sportif de Pontarcher comprend deux terrains d'extérieur : un terrain en gazon pour la pratique du rugby et un terrain stabilisé pour la pratique du football à 7,.
Construit dans les années 1920 et modernisé en 1986, le stade René-Hologne est un stade omnisports constitué d'un terrain de football honneur en pelouse synthétique, d'une piste d'athlétisme de 400 mètres, d'une tour de chronométrage, de quatre mâts d'éclairage de 400 lux, d'une petite tribune de 250 places assises et d'une grande tribune de plus de 1 000 places assises (tribune honneur construite en 2006 sur les plans de l'architecte Philippe Thouveny) ; en tout, le stade à une capacité de plus de 6 000 places. Le stade est localisé au sein d'un complexe sportif comprenant un autre terrain synthétique de football et un terrain en herbe pour les lancers d'athlétisme,,.
Quatre terrains multisports sont répartis dans les différents quartiers de la ville : aux Rêpes, aux Pierres-Vives, au Montmarin et au Grand Grésil.

### Installations nautiques

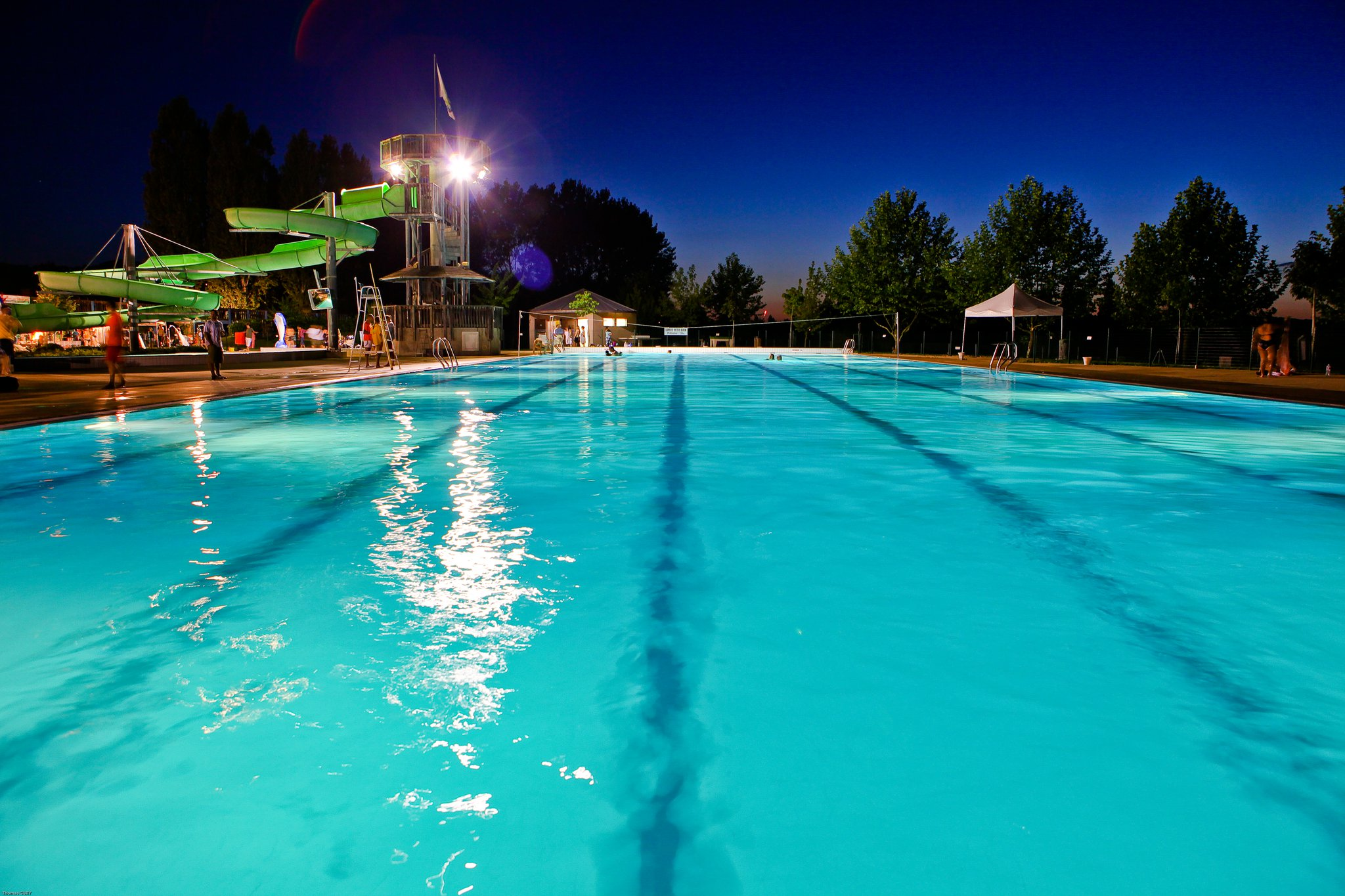
Le grand bassin du parc aquatique du Ludolac.

La ville de Vesoul possède également des équipements sportifs aquatiques tels qu'une base de voile, créée en 1981, située sur la rive ouest du lac de Vesoul - Vaivre. La base de voile se compose de trois bâtiments d'une surface totale de 633 m2. Elle est fréquentée par des associations sportives ainsi que des écoles. Elle dispose de plusieurs équipements pour les activités de voiles qui sont gérés par le Club Nautique Haut Saônois Vesoul,.
Le Ludolac est un parc aquatique situé dans la zone de loisirs du lac de Vesoul - Vaivre. Ouvert le 19 juillet 1999, le parc couvre une superficie de 2 hectares et 800 ares. On y trouve un bassin de 50 mètres, un toboggan de 10 mètres de haut et de 57 mètres de long, des bassins à bulles et une pataugeoire, totalisant une surface de 1 370 m2 pour un volume total d'eau de 1 538 m3,.
Une piscine de type Caneton est localisée à Vesoul : construite en 1977, elle dispose d'un bassin d'intérieur de 25 mètres et deux bassins extérieurs ainsi qu’une pataugeoire,.
Il est aussi à remarquer qu'une piscine abritant un bassin de natation de 25 mètres sur 10 mètres et un bassin d'apprentissage de 10 mètres sur 10 mètres se trouve à Noidans-lès-Vesoul,,.

### Circuits et autres aires de pratiques
Quelques circuits, où se déroulent diverses courses d'automobiles ou de vélos, sont dénombrés dans l'agglomération. L'unité urbaine compte un circuit de sport automobile : le « Circuit de la Vallée » situé à Pusey, à 3 kilomètres au nord-ouest de la préfecture haut-saônoise. La piste principale mesure plus d'un kilomètre,. La commune compte aussi une piste de BMX nommée « Piste Marcel-Dupalut », d'une surface totale de 4 000 m2,. De même, un terrain de moto-cross créé en 1950, où se déroule d'importantes compétitions sportives, est localisé sur le plateau du Sabot de Frotey.
L'agglomération vésulienne totalise environ 40 kilomètres d'aménagement cyclable, permettant ainsi aux sportifs de pratiquer le cyclisme aisément et en sécurité. Il existe deux voies vertes franchissant l'agglomération : le Chemin vert (27 kilomètres), reliant Vesoul à Loulans-Verchamp et la Trace du Courlis (8 kilomètres), reliant Vaivre-et-Montoille à Chemilly.
L'aérodrome de Vesoul - Frotey est utilisé tel un équipement sportif puisqu'il est géré par l'aéroclub de Haute-Saône, qui propose diverses activités sportives aériennes,.
On trouve à Vesoul un vaste skatepark de 800 m2 avec sol en bitume : le « Skatepark Peterhansel », nom donné en hommage au pilote natif de la commune. Le skatepark est constitué d'une pyramide en béton, d'un mini quarter, d'une table avec un rail et des courbes, d'une mini rampe impraticable en roller, d'un wall, d'un spine et de curbs,.
La ville dispose également de deux boulodromes : le boulodrome du Stade, s'étendant sur 633 m2 et équipé de 16 couloirs, et le boulodrome de Pontarcher, couvrant une aire de 648 m2 et doté de 9 couloirs.

Des bandes cyclables sont présentes dans de nombreuses zones de la ville. Ici celles du jardin anglais.

## Clubs sportifs
En 2015, la commune compte plus de 8 000 sportifs licenciés dans pas moins de 68 clubs de sport. La ville offre un large panorama de disciplines (84 différentes),.
De plus, la situation géographique particulière de la commune, son environnement (collines, lac, falaises...) permet la pratique de nombreux sports (randonnée, aviron, alpinisme...).
Parmi l'un des plus réputés, on peut notamment citer le Football Club de Vesoul, club nommé « Vesoul Haute-Saône Football » jusqu'en 2014, à la suite d'un dépôt de bilan L'équipe première évoluait, pour la saison 2013-2014, en championnat de France amateur de football. Fondé en 1917, le club s'est fait remarquer par deux fois en coupe de France : lors de l'édition 2000-2001, le club est alors éliminé en 32e de finale par l'AS Monaco, équipe de Ligue 1, puis lors de l'édition 2009-2010 durant laquelle le club réalise son plus long parcours en coupe de France en se hissant en 8e, avant d'être éliminé par le Paris Saint-Germain. À domicile, le Football Club de Vesoul effectue ses matchs au stade René-Hologne. De 1986 à 1995, le club fut présidé par Alain Joyandet, maire de Vesoul de 1995 à 2012.
Créé le 21 juin 1975, le Cercle sportif Vesoul Haute-Saône fait également partie des importants clubs vésuliens. Pour la saison 2013-2014, l'équipe première féminine évolue en Nationale 1 et l'équipe première masculine en Nationale 2. Le club exerce principalement au gymnase Jean-Jaurès de la maison des associations.

Logo du FC Vesoul
Logo de l'AGM

L'Avant-garde de la Motte (communément appelé « AGM ») est un club omnisports, l'un des plus anciens clubs de la ville encore en activité. Fondé le 8 juin 1910 par l'abbé Maurice-Louis Dubourg, le club a, depuis sa création, formé des joueurs régionalement et nationalement renommés. L'Avant-garde de la Motte propose sept disciplines : gymnastique, volley-ball, floorball, boxe anglaise, full-contact, basket-ball et culturisme ; la majorité d'entre elles joue à la maison des associations.
Créé en 1996, le Groupe Triathlon Vesoul Haute-Saône est l'un des seuls clubs de triathlon du département. Le club dispose d'une école de formation au triathlon, labellisée deux étoiles,. Durant la saison 2013-2014, l'équipe masculine du GTVHS exerce en première division nationale.
L'Étoile de la Motte tennis de table, qui a vu le jour en 1965, est l'un des clubs vésuliens les plus titrés, avec environ 200 titres régionaux et 30 titres nationaux acquis. L'équipe masculine a, entre autres, atteint le championnat de France Nationale 1 1982-1983,.
Le Groupe Athlétique Haut-Saônois (GAHS) fait partie des clubs les plus importants de Vesoul. Créé le 19 novembre 1964 sous l'impulsion de l'athlète professionnel François Châtelet, il s'agit de l'un des premiers clubs d'athlétisme français à sections. De 1974 à 1990, le GAHS se classe dans le rang des 20 meilleurs clubs d'athlétisme mixtes français avec notamment une place de 6e meilleur club de France en 1977.
Le NVN (Natation Vesoul-Noidans) est un club sportif créé en 1897 sous le nom d'U.S.V. C'est en 1995 que le club fusionne avec le club voisin de l'Olympique Noidanais 83 pour former le NVN. En 2004, le club se hisse à la 77e place des meilleurs clubs de France sur 1254.
Fondée le 13 avril 1962, l'Union sportive Vesoul pétanque est une association sportive de pétanque. Les joueurs du club s'entraînent dans les différents boulodromes vésuliens. Il est l'un des clubs les mieux classés en France,,.
Le Cercle Judo de Vesoul a été créé en novembre 1951, il s'agit donc du plus ancien club d'art martiaux de la ville. Plus d'une centaine de ceintures noirs y ont été formées.

## Compétitions

### Compétitions locales régulières

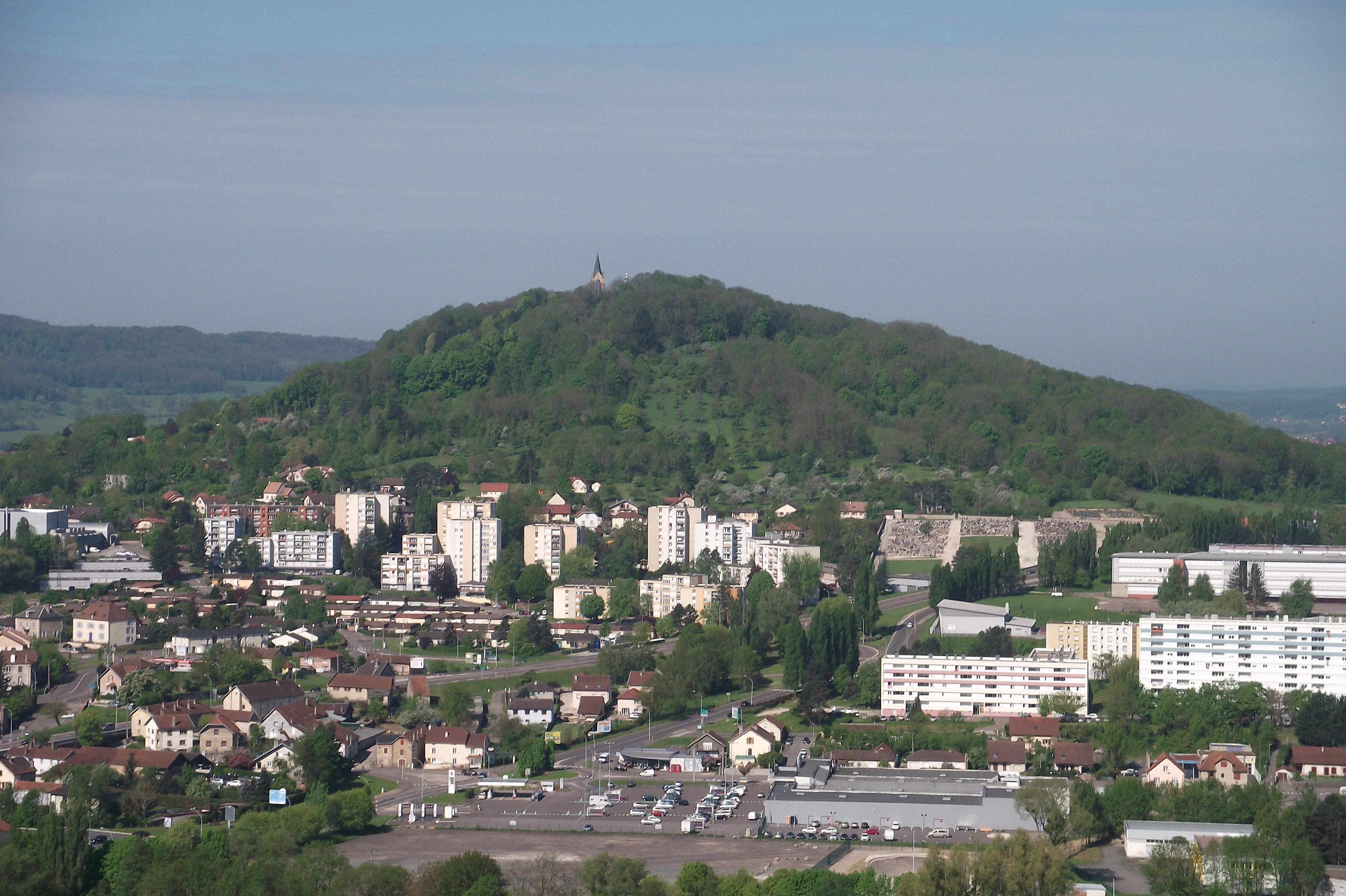
La colline de la Motte est utilisée pour réaliser la course à pied « Les Foulées de la Motte ».

Divers événements sportifs annuels se déroulent dans la ville.
Concernant les manifestations sportives les plus notables, on peut notamment citer, le triathlon de Vesoul, un événement organisé par le Groupe Triathlon Vesoul Haute Saône, se déroulant chaque année, en été, depuis 1985, au lac de Vesoul - Vaivre, et rassemblant plus de 1 200 amateurs et professionnels. La semaine de la pétanque, quant à elle, est un tournoi de pétanque créé en 1981, annuel et estival qui accueille, lors de chaque édition, plus de 3 500 joueurs faisant ainsi partie des événements vésuliens populaires.
Chaque année a lieu au mois d'avril le Tournoi de Vesoul, tournoi de Judo par équipe accueillant des équipes venues des quatre coins de la France, mais aussi des équipes étrangères.
D'autres événements sportifs récurrents peuvent être cités tels que « Les Foulées de la Motte », une course à pied de quelques kilomètres, le tournoi Allées Hoops, un tournoi de basket-ball en plein air se déroulant dans le centre-ville ou encore le « Jungle Run », une compétition sportive se déroulante dans les rues du centre-ville.

### Championnats nationaux et internationaux

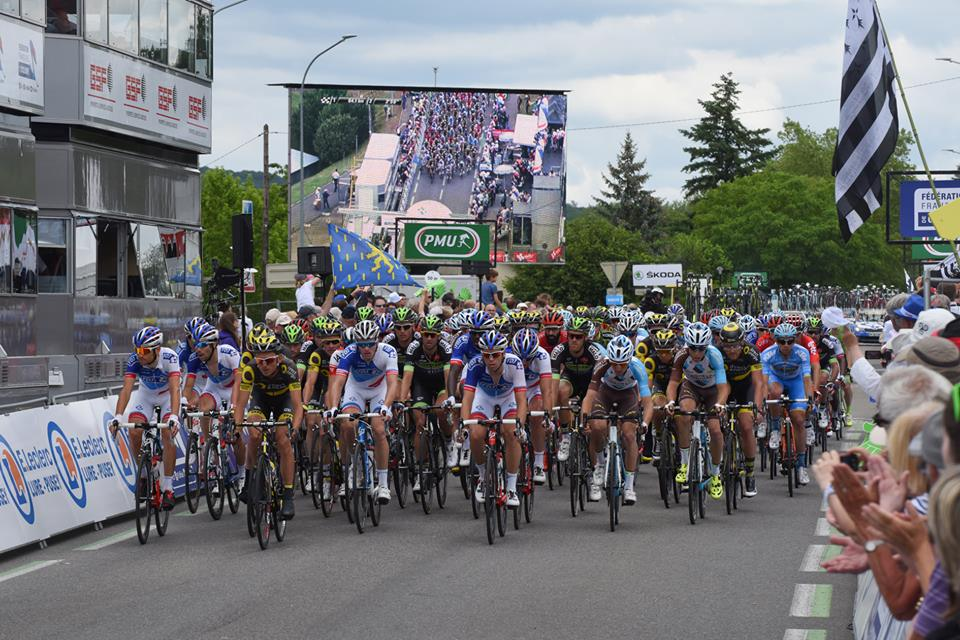
Les championnats de France de cyclisme sur route 2016 à Vesoul

Des compétitions sportives réputées tels que des championnats nationaux, continentaux et internationaux ont été organisées à Vesoul.
Parmi les manifestations sportives nationales réalisées à Vesoul, on peut mentionner la route de France féminine 2015, les championnats de France de cyclisme sur route 2016, la coupe des Nations de moto-cross 1956, la coupe de France espoir de bicycle motocross le 4 juillet 1993 le championnat de France de billard carambole partie libre en 1978, le championnat de France de billard carambole 1 bande en 1992 ainsi que de multiples championnats nationaux tels que le championnat de France MX1 2013. S'y ajoutent de multiples rencontres dans le cadre de phase finale de coupe de France de football comme en 2001 et 2010, grâce au club phare du département, le Football Club de Vesoul. Enfin, la commune a organisé de nombreux championnats nationaux de différentes disciplines de l'Union nationale du sport scolaire.
Des compétitions internationales ont également été orchestré à Vesoul comme le championnat d'Europe de billard carambole-spécialité « Cadre 47/2 » de 1979. La ville a notamment accueillie des épreuves des championnats du monde de motocross 125 cm3 1978, des championnats du monde de side-car cross 2014. Vesoul a été la ville hôte des Jeux Internationaux de la Jeunesse du 11 au 15 juin 2018.
La ville a accueilli les épreuves triplettes juniors des championnats de France de pétanque 1990.
Concernant le Tour de France, Vesoul a été la ville de départ de la 18e étape du Tour de France 1972 menant les coureurs à Auxerre ainsi que la ville de départ de la 6e étape du Tour de France 2017 jusqu'à Troyes.

## Sportifs liés à Vesoul

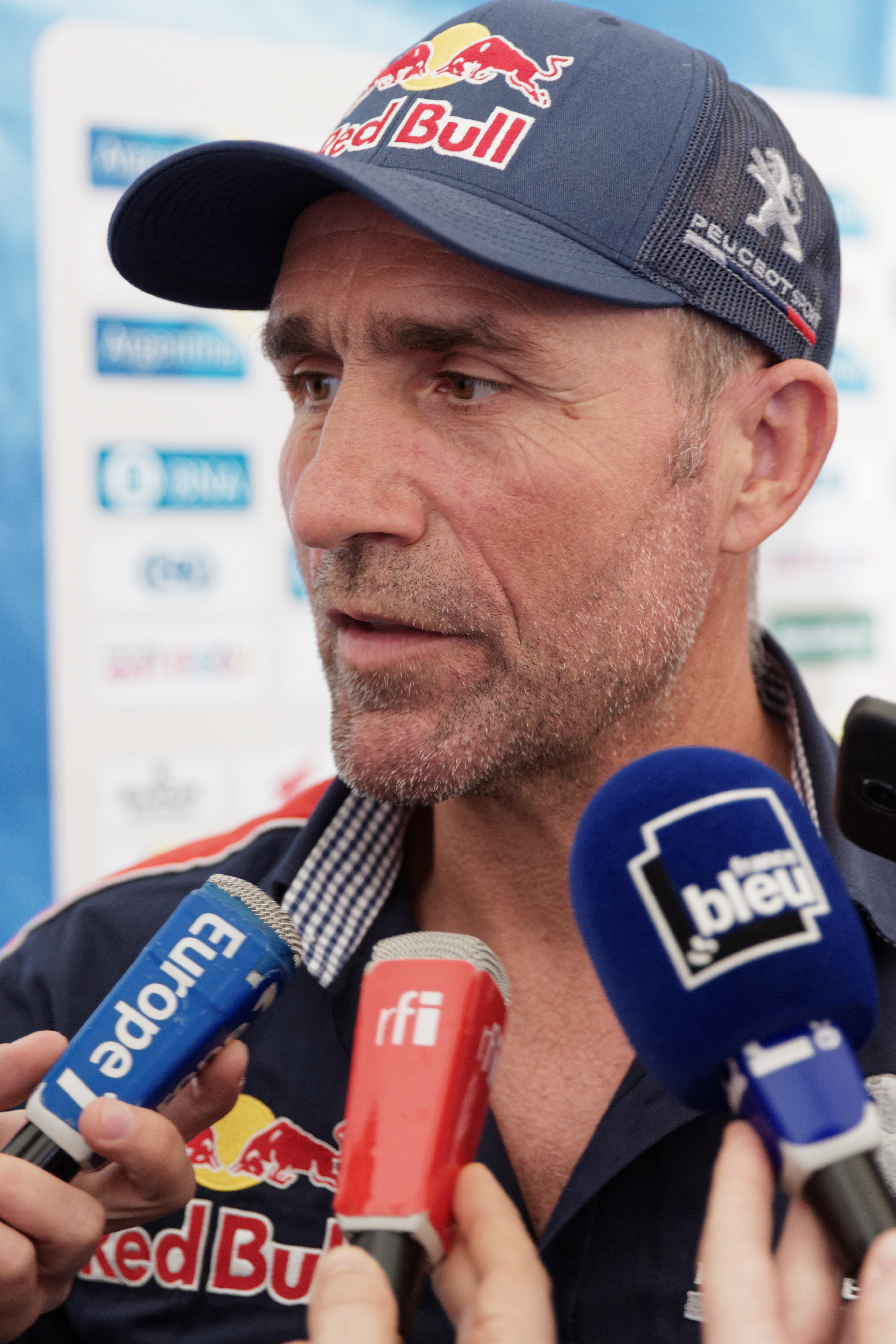
Le pilote Stéphane Peterhansel

Parmi les principaux sportifs originaire de la préfecture haut-saônoise, on retrouve notamment le pilote professionnel de rallye-raid Stéphane Peterhansel, né le 6 août 1965. Élu citoyen d'honneur de la ville de Vesoul en 1997, il est l'un des plus grands vainqueurs du rallye Paris-Dakar avec un total de 14 victoires (6 fois vainqueur en moto avec Yamaha et 8 fois en auto avec Mitsubishi et Mini).
D'autres personnalités sportives professionnelles sont nées à Vesoul telles que le boxeur Frédéric Tripp, les cyclistes Laurent Mangel, Claude Chabanel, Léo Vincent et Martial Locatelli, la grimpeuse Mélanie Sandoz, les footballeurs Albert Cartier Paul Nardi, 
Gérard Maillard et Patrice Vicq, le pêcheur Henri Bresson, le kayakiste Maxime Boccon, le tireur Christophe Combe-Dany, les pilotes de moto Jacques Collot et David Dumain, l'ancien recordman du monde de speedcubing Thibaut Jacquinot, la handballeuse Christelle Echilley, la lutteuse Francine De Paola et le parachutiste Édouard Henry. Aussi, des athlètes professionnels sont nés à Vesoul tels que Robert Schurrer (spécialiste du sprint), Emmanuel Front (spécialiste du 400 mètres), François Châtelet (spécialiste du 800 mètres), Julien Casoli (athlète handisport) et Vincent Luis (triathlète). De plus, l'entraîneur de chevaux de courses François Mathet est natif de Vesoul.
De même, un nombre important de sportifs ont été formés dans des clubs sportifs vésuliens. De multiples footballeurs notables ont joué au Football Club de Vesoul. Parmi ces joueurs, on peut mentionner les français Abel Khaled, Dominique Thomas, Alassane N'Diaye, William Dutoit, Christophe Taine, Mickaël Ravaux et Jessy Savine, l'international algérien Cédric Si Mohammed, l'international centrafricain Gisbert Zarambaud, l'international togolais Affo Érassa, l'international sénégalais Pape Mamadou Diouf et l'argentin Diego Jesus José. Par ailleurs, Claude Robin et Stéphane Mahé ont entraîné le club de football de Vesoul. Le Cercle sportif Vesoul Haute-Saône a également vu jouer dans ses rangs plusieurs sportifs de haut-niveau dont les handballeuses professionnelles Sandrine Delerce et Myriame Saïd Mohamed. Les boxeurs Francis et Frédéric Tripp, membres de la même famille, Antoine Villedieu, Morrade Hakkar ainsi que Bilel Latreche, ont joué à l'Avant-garde de la Motte. Le club Groupe Triathlon Vesoul Haute-Saône a connu dans ses effectifs plusieurs triathlètes de haut-niveau tels que le français Cyril Viennot, les ukrainiens Danylo Sapunov et Yegor Martynenko, le tchèque Přemysl Švarc, l'italien Andrea Secchiero le britannique Mark Buckingham ainsi que les triathlètes françaises Candice Denizot, Léna Vaillier-François et Charlotte Faivre. La judokate Margaux Pinot évolua au Cercle de judo de Vesoul.
Le footballeur Lucien Laurent est enterré dans l'ancien cimetière de Vesoul. Il est notamment connu pour être le premier buteur de la première coupe du monde de football en ayant ouvert le score, le 13 juillet 1930, lors d'un match contre le Mexique. Bruno Parietti et Didier Nurdin évoluèrent au sein du club de l'Étoile de la Motte Vesoul Tennis de table. De plus, le basketteur américain Mykal Riley évolua à l'AGM basket.
Frédéric Vichot, ancien cycliste professionnel, champion de France de demi-fond en 1985, dirigea un commerce de vente de vélos à Noidans-lès-Vesoul entre 1997 et 2022.
L'escrimeur Gérard Rousset, champion du monde par équipe en 1953, mourra à Vesoul en 2001.

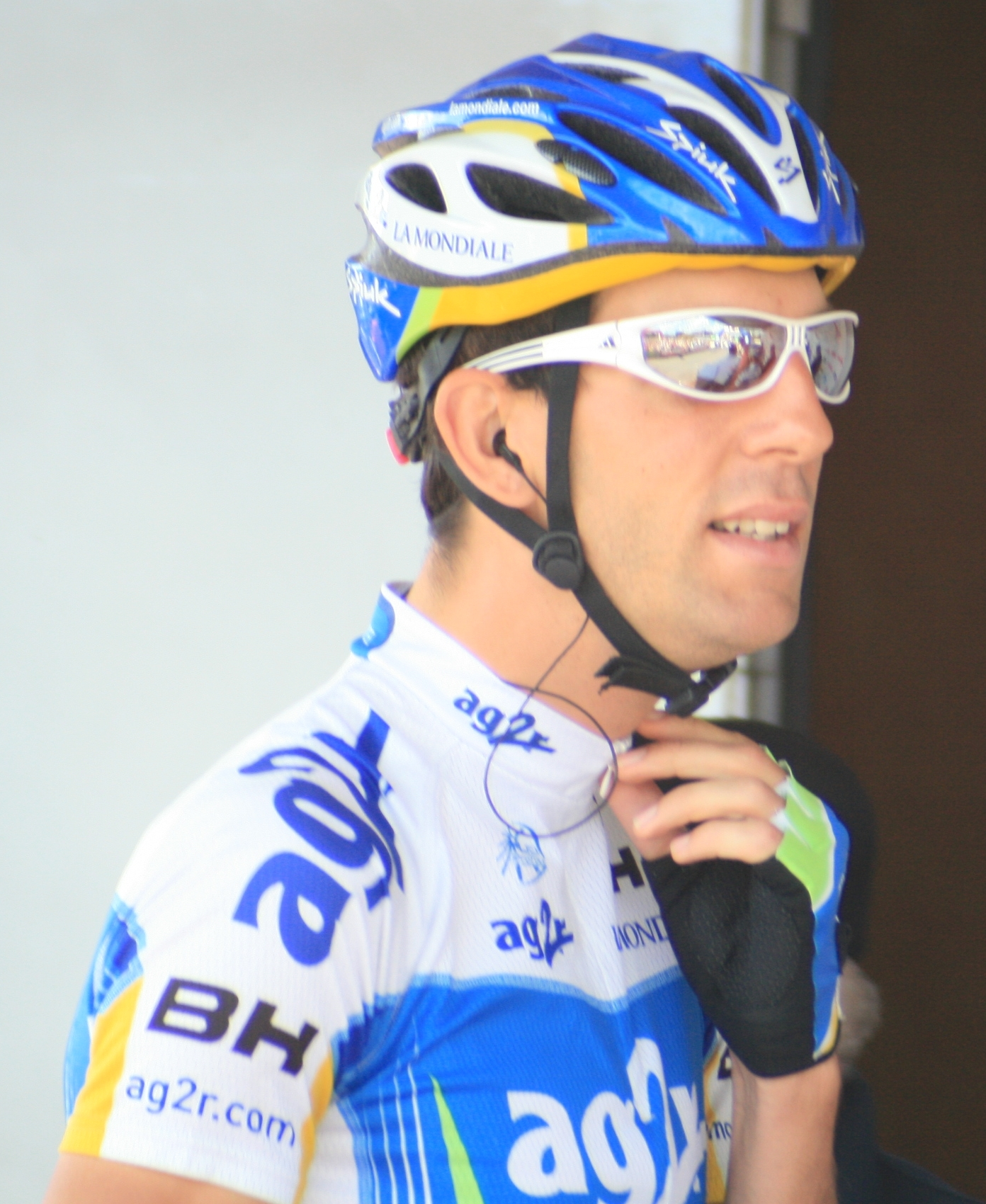
Laurent Mangel
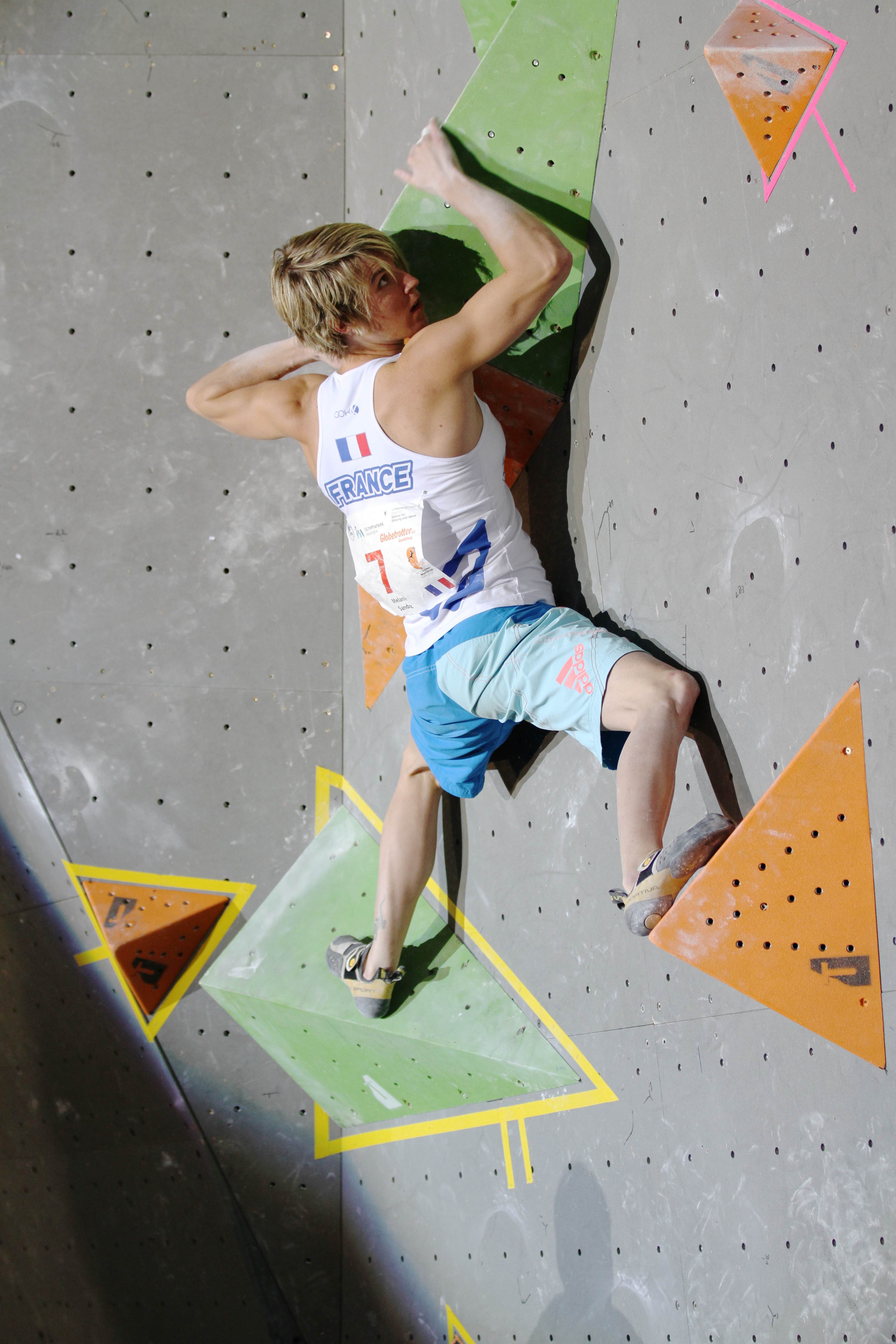
Mélanie Sandoz
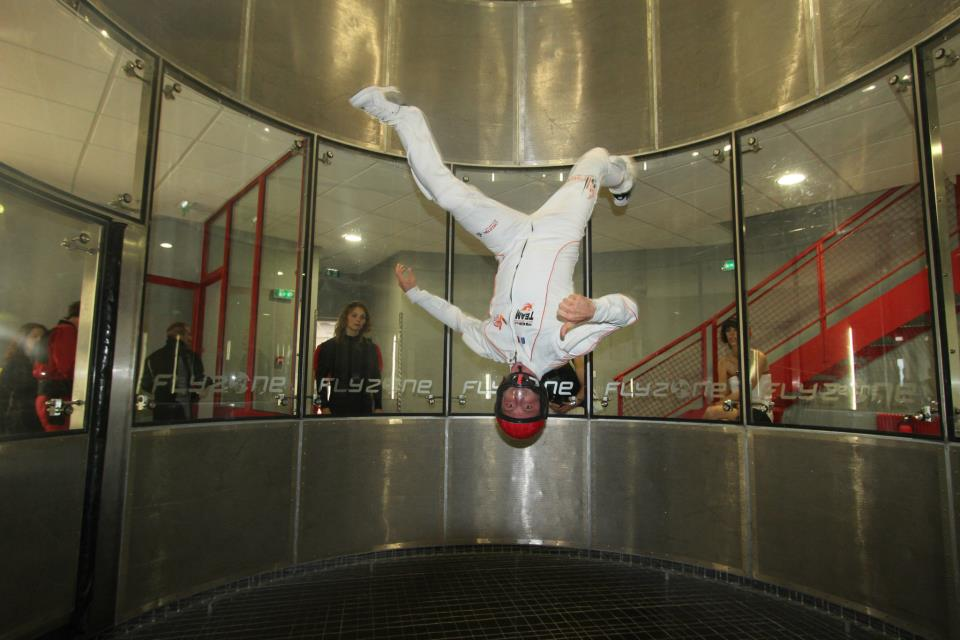
Édouard Henry
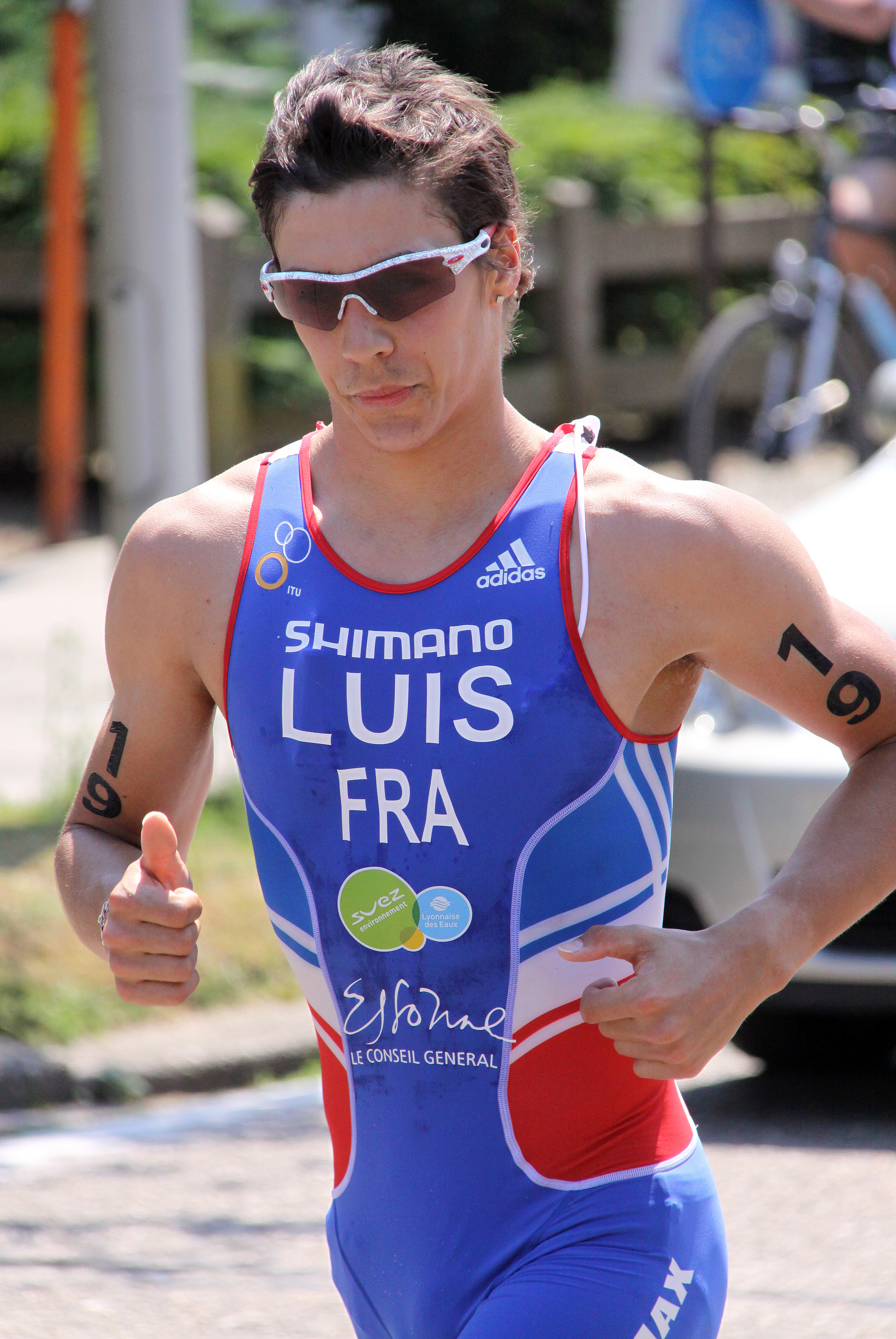
Vincent Luis
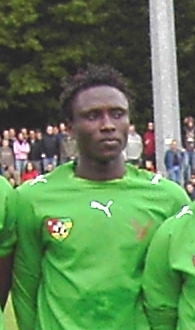
Affo Érassa

## Distinctions et innovations

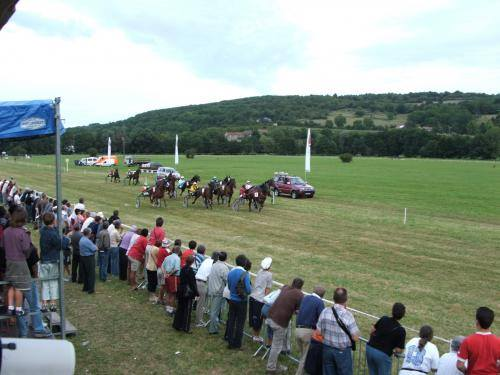
L'hippodrome estival de Vesoul

La ville de Vesoul, ses associations et clubs sportifs se sont quelquefois distingués grâce à des performances et innovations sportives. En voici une liste non exhaustive :
- Élue « Ville la plus sportive de France » en 2001 dans la catégorie des villes de moins de 20 000 habitants, ce qui fait d'elle la première commune du département et la troisième de la région à remporter ce concours[Note 1],[A 14],[99].
- Création en 1935 du premier club de spéléologie de France toujours en activité : le Spéléo Club Vesoul[100],[101].
- Aménagement chaque année, durant une période de l'été, du seul hippodrome de Franche-Comté à Coulevon[102],[103],[104].
- Fondation le 28 décembre 1947 du premier club de moto-cross de Franche-Comté : le Moto Club Haut-Saônois[105].
- Labellisation « Qualité » de la section gymnastique de l'Avant-garde de la Motte, la première du Grand Est de la France[106].
- Création du premier club de triathlon du département : le Groupe Triathlon Vesoul Haute-Saône, en 1996[28] ; le club de Gray vu le jour sept années plus tard[107],[108].
- Première signature de France de la charte du Fair-play BMX par les participants du Challenge Nord-Est de BMX, le 19 juin 2011[109].